# Jorgovan
Jorgovan (lat. Syringa) rod je od oko 20 – 25 vrsta cvjetnica u porodici maslina (Oleaceae), rasprostranjenih u Europi i Aziji.

## Opis
Jorgovani su bjelogorični grmovi ili malo drveće, visoki od 2 do 10 metara, sa stablima promjera 20–30 cm. Listovi su im naspramno postavljeni (povremeno u pršljenovima drveća), i njihov oblik lista jednostavan je i srcolik do široko kopljast kod mnogih vrsta, ali u obliku pinjate kod nekoliko njih npr. S. protolaciniata, S. Pinnatifolia). Cvjetaju u proljeće, svaki cvijet promjera je 5–10 mm, a vijenac s četiri latice i uskom cijevlju dugačak 5–20 mm. One su dvospolne, s prašnicima i stigmom u svakom cvijetu. Obično, cvjetovi su ljubičasti (često svijetlo ljubičasti ili lila), ali postoje i bijeli, svijetlo žuti i ružičasti primjerci, čak i primjerci u boji tamnog burgundca. Cvjetovi rastu u velikim vratovima, i neke vrste imaju jak miris. Razdoblja cvjetanja kreću se od srednjeg proljeća do ranog ljeta, zavisno od vrsta. Plod je suha, smeđa kapsula, kad sazrije cijepa se na pola i daje dva krilata sjemena.
Rod je najsličniji rodu Ligustrum (mečkovac), klasificirane su u porodici Oleaceae i potporodici Ligustrinae.
Jorgovani se koriste kao hrana larvi nekih leptira.

## Vrste
| - Syringa emodi Wall. ex Royle - Syringa josikaea J.Jacq. ex Rchb.f. - Syringa komarowii C.K.Schneid. - Syringa oblata Lindl. - Syringa persica L. - Syringa pinetorum W.W.Sm. - Syringa pinnatifolia Hemsl. - Syringa protolaciniata P.S.Green & M.C.Chang - Syringa pubescens Turcz. - Syringa reticulata (Blume) H.Hara japanski jorgovan - Syringa tomentella Bureau & Franch. - Syringa villosa Vahl - Syringa vulgaris L. – obični jorgovan |

Izvori:

## Kultivacija i korist
Jorgovani popularni su grmovi u parkovima i vrtovima u umjerenoj zoni. Uz sve navedene vrste, isporučeno je nekoliko hibrida i kultivara. Termin francuski jorgovan često se koristi za moderne kultivare s dva procvata, koji postoje zahvaljujući radu uzgajivača Victora Lemoinea.
Jorgovani cvjetaju na starom drvetu, i daju više cvjetova ako se ne obrežu. Ako je obrezana, biljka odgovara sa stvaranjem brzorastećih mladih vegetativnih izraslina bez cvijeća, u pokušaju da vrati uklonjene grane; obrezani jorgovan često proizvodi nekoliko bez cvjetova za jednu ili 5 ili više godina, prije nego što se ove izrasline pravilno razdijele i počnu cvjetati. Neobrezani jorgovani pouzdano cvjetaju svake godine. Unatoč tome, zabluda je da bi jorgovani trebali biti pravilno obrezani. Ako je potrebno obrezivanje, trebalo bi biti izvršeno točno nakon cvjetanja, prije nego što se formiraju pupovi cvjetova za sljedeću godinu. Jorgovani bolje rastu u malo alkalne soli.
Grmovi jorgovana mogu biti skloni buđanju, zbog slabe cirkulacije zraka.
Drvo jorgovana ima uske godove, difuzno je porozan, ekstremno težak i jedan od najgušćih u Europi. Sapanovina je obično krem boje, a srž sadrži različite nijanse smeđe i ljubičaste. Drvo jorgovana koristi se za graviranje, glazbene instrumente, drške noževa itd. Kad se suši, drvo se može saviti kao uvijen materijal, i razdijeliti u uske štapiće. Drvo običnog jorgovana čak je teže od drveta vrste Syringa josikaea.

## Simbolizam
Jorgovani simboliziraju ljubav. U Grčkoj, Libanonu i Cipru, jorgovani su jako povezani s Uskrsom zato što oni cvjetaju u to vrijeme.
Syringa vulgaris cvijet je države New Hampshire koja pripada SAD-u, zato što je "simboličan tom jakom karakteru muškaraca i žena od Granite State". Također, jorgovan cvijet je države Idaho.

## Festivali
Nekoliko lokacija širom Sjeverne Amerike održavaju godišnji Festival jorgovana, od kojih je najduži onaj u Rochesteru, u New Yorku. Taj festival održava se u parku Highland Park, mjestu gdje ima najviše tipova jorgovana, i mnogo jorgovana razvijeno je u Rochesteru.
Mackinac Island, u Michiganu, slavi tjedni festival jorgovana i Paradu jorgovana svakoj lipnja.
Spokane, Washington, poznat je kao "Grad jorgovana", i jednom godišnje također održava festival i paradu jorgovana.
Lombard, Illinois nazvan je "Selom jorgovana", također održava godišnji festival jorgovana i paradu u svibnju. U selu postoji i park jorgovana (Lilacia Park), vrt s preko 200 tipova jorgovana i preko 50 vrsta tulipana.
Svakog svibnja Arnold Arboretum u Bostonu, u Massachusettsu slavi  "Nedjelju jorgovana".  Arboretum pokazuje svoju kolekciju od preko 422 jorgovana, od 194 različita tipa, a to je jedini dan u godini kad je U Arboretumu dozvoljeno raditi piknik.

## Galerija
- Zrele kapsule vrste Syringa vulgaris
- Syringa vulgaris, listovi
- Syringa emodi, cvjetovi

## Vanjske poveznice
- Spokanelilacfestival.org